# Baker River (Skagit River)
Der Baker River ist ein ca. 48 km langer, südwärts fließender Zufluss des Skagit River im US-Bundesstaat Washington. Er entspringt im nördlichen Kaskadengebirge, nördlich von Seattle und östlich von Mount Baker. Mit einem Einzugsgebiet von ca. 700 km² in einem breiten und tiefen Tal, teilweise im North Cascades National Park, ist er der letzte große Zufluss des Skagit River, bevor er in die Skagit Bay mündet. Der Fluss fließt in der Nähe seiner Mündung durch Concrete und hat zwei Wasserkraftwerke, welche Puget Sound Energy gehören.

## Flusslauf
Der Baker River entspringt in der Nähe von Whatcom Peak in der Kaskadenkette, im nördlichen Bereich des North-Cascades-Nationalparks. Vom Baker River Valley nordöstlich von Mount Shuksan an fließt er südlich. Die meiste Zeit fließt der Fluss südwestlich durch ein steiles Gletschertal, in welchem er mehrere kleine Gletscherbäche, der umliegenden Berge, aufnimmt. Ein Großteil der südlichen Hälfte wird in künstlichen Seen aufgestaut, von den beide Teil des Baker River Hydroelectric Projects sind. Der erste, von dem Upper Baker Dam aufgestaute, See ist 14 km lang. (Der See war ursprünglich ein natürlicher See, bis sein Pegel durch den 95 m hohen Damm aufgestaut wurde.) Der, von dem Lower Baker Dam aufgestaute, Lake Shannon beginnt kurz hinter Baker Lake und erstreckt sich über 12,1 km flussabwärts. Hinter dem Lower Baker Damm wird der Fluss, bis auf ein kleines Wehr bei einem Fischaufstieg, nicht mehr gestaut und fließt nach ungefähr zwei Kilometern in den Skagit River.
Der größte Teil des Baker Lake liegt im Mount Baker-Snoqualmie National Forest. Der obere Damm befindet sich in Whatcom County und der Lower Baker Dam in Skagit County, nördlich von Concrete. Beide Dämme gehören Puget Sound Energy.

## Natur
Der Baker Rotlachs ist die einzig erhaltene Rotlachspopulation in dem Einzugsgebiet des Skagit River. Das Washington Department of Fish and Wildlife fand heraus, dass der Baker Rotlachs sich genetisch von anderen Rotlachsen unterscheidet. Um 1992 wurde der Zustand der Art als „gefährdet“ eingestuft. Im Jahr 1985 wurden nur 92 ausgewachsene Tiere gefunden. Seit den 1990er Jahren hat sich die Population jedoch etwas erholt, teilweise aufgrund der Verbesserungen im Fang- und Transportsystem. 2003 wurde ein Maximum von 20.235 Fischen gezählt.
Bevor der Lower Baker Damm 1925 gebaut wurde, hatte der Fisch Zugang zu dem Fluss und dem, noch natürlichen, Baker Lake. Die jährliche Rotlachswanderung wurde zu der Zeit auf ca. 20.000 Fische geschätzt. Die künstliche Erweiterung begann um 1896, als der Bundesstaat Washington eine Aufzuchtstation am Baker Lake errichtete. Es war die erste, welche für Rotlachse errichtet wurde. Die Station wurde 1933 geschlossen. Der damals errichtete Upper Baker Dam überschwemmte 1959 den ursprünglichen Baker Lake und das umliegende Tal, darunter die Laichplätze des Baker Rotlachses. Es wurden künstliche Laichplätze am oberen Ende des neuen Baker Lake errichtet. 1990 wurde ein zusätzlicher künstlicher Laichplatz bei Sulfur Creek gebaut. Alle wiederkehrenden Rotlachse werden vor dem Lower Baker Dam gefangen und zu den künstlichen Laichplätzen transportiert.
Der Baker River bietet auch anderen Fischen wie dem Silberlachs Lebensraum.

## Zuflüsse
Die Zuflüsse des Baker River werden hier, Flussaufwärts gesehen, aufgelistet(L= Links, R= Rechts).
- Thunder Creek (L)
- Bear Creek
- Rocky Creek (R)
- Sulphur Creek (R)
- Anderson Creek
- Sandy Creek (R)
- Park Creek (R)
- Swift Creek (R)
  - Morovitz Creek
- Shannon Creek (R)
- Shuksan Lake Creek (R)
- Blum Creek (L)
- Sulphide Creek (R)
- Bald Eagle Creek
- Pass Creek
- Picket Creek (L)
- Mineral Creek